# Metaxochóri (Larissa)
Metaxochóri (en grec moderne : Μεταξοχώρι) est un village du dème d'Agiá, dans la périphérie de Thessalie en Grèce.
Selon le recensement de 2011, la population du village compte 478 habitants.